# Igors Stepanovs
Igors Nicolavich Stepanovs (Ogre, 21 gennaio 1976) è un ex calciatore lettone, difensore.

## Carriera

### Club
Ha iniziato la carriera nella squadra più prestigiosa della Lettonia, lo Skonto Rīga.
Dopo una breve esperienza con la formazione riserve dell'Interskonto, è tornato allo Skonto con cui è rimasto fino al 2000, anno in cui svolse un provino con l'Arsenal, e fu acquistato in modo singolare: infatti durante il provino la stella Dennis Bergkamp e il capitano Ray Parlour fecero un scherzo a Martin Keown, difensore, elogiando Stepanovs ad ogni azione, approfittando del fatto che Keown soffrisse la concorrenza di altri difensori. Lo scherzo venne però preso sul serio dal tecnico Arsene Wenger, che lo tesserò. Con i Gunners, però, non è mai riuscito ad imporsi come titolare fisso, giocando solo 17 partite in 3 anni con un gol(segnato tra l'altro all'esordio) e, nel 2003, è passato ai belgi del Beveren. Ha poi firmato con gli svizzeri del Grasshopper, con cui è rimasto fino al 2006. Successivamente, ha giocato per il Jūrmala e per l'Esbjerg. Nel 2008, è stato un calciatore dello Šinnik Jaroslavl', ma è stato svincolato il 9 luglio.

### Nazionale
Conta cento presenze con la maglia della Lettonia, oltre a quattro reti. Ha partecipato con la sua Nazionale al campionato d'Europa 2004.

## Palmarès

### Club
- Campionato lettone: 7

Skonto: 1993, 1995, 1996, 1997, 1998, 1999, 2000
- Coppa di Lettonia: 4

Skonto: 1995, 1997, 1998, 2000
- Campionato inglese: 1

Arsenal: 2001-2002
- Coppa d'Inghilterra: 2

Arsenal: 2001-2002, 2002-2003
- Community Shield: 1

Arsenal: 2002

### Individuale
- Calciatore lettone dell'anno: 1

2005